# Gouvernement Villepin
Ve République
Gouvernement Jean-Pierre Raffarin III Gouvernement François Fillon I
Le gouvernement Villepin est le 31e gouvernement de la Ve République française.
Dirigé par Dominique de Villepin, ancien ministre des Affaires étrangères puis de l'Intérieur, il fut en fonction du 31 mai 2005 au 17 mai 2007, sous la présidence de Jacques Chirac (UMP).

## Nomination
Le référendum français sur la Constitution de l'Union européenne se tient le 29 mai 2005, le « non » l’emporte. Le 31 mai, il est mis fin, sur la présentation de la démission du Gouvernement, aux fonctions de Jean-Pierre Raffarin, Premier ministre, et des autres membres du Gouvernement et Dominique de Villepin est nommé Premier ministre. À 20 heures, le président de la République, Jacques Chirac, prononce une allocution télévisée, dans laquelle il remercie Jean-Pierre Raffarin, qui « en trois ans, dans des conditions difficiles [...] a accompli pour la France une œuvre de redressement [qu'il souhaite] saluer » avant, chose exceptionnelle, d'annoncer la nomination de Dominique de Villepin à Matignon, puis celle de Nicolas Sarkozy comme ministre d'État, sans préciser son portefeuille. Les proches de ce dernier indiquaient qu'il était de retour à la fonction de ministre de l'Intérieur tout en gardant la présidence de l'UMP.
L'après-midi même, quelques heures auparavant, une passation de pouvoirs se déroula à l'hôtel de Matignon entre Jean-Pierre Raffarin et son successeur.
L'annonce officielle de la composition du gouvernement a été faite le 2 juin 2005 par le nouveau secrétaire général de l'Élysée, Frédéric Salat-Baroux. Il compte trente-deux membres, contre quarante-trois dans le précédent cabinet, et est composé essentiellement de personnalités du gouvernement Raffarin III (vingt-trois membres).
Le retour de Nicolas Sarkozy à l'hôtel de Beauvau annonce un compromis au sein de la majorité présidentielle, le nouveau ministre de l'Intérieur cumulant sa fonction ministérielle avec celle de président de l'UMP, ce que le président Chirac avait, un an plus tôt, en 2004, condamné, sommant le ministre Sarkozy de présenter sa démission de ministre de l'Économie, des Finances et de l'Industrie du gouvernement Raffarin III.
Le directeur de cabinet du Premier ministre est Pierre Mongin jusqu'au 12 juillet 2006, date où il est remplacé par Bruno Le Maire.

## Composition initiale

### Par ordre protocolaire

#### Premier ministre
| Image                 | Fonction         |  | Nom                   | Parti |
| --------------------- | ---------------- |  | --------------------- | ----- |
| Dominique de Villepin | Premier ministre |  | Dominique de Villepin | UMP   |

#### Ministre d'État
| Image           | Fonction                                                                   |  | Nom             | Parti |
| --------------- | -------------------------------------------------------------------------- |  | --------------- | ----- |
| Nicolas Sarkozy | Ministre d'État, ministre de l’Intérieur et de l'Aménagement du territoire |  | Nicolas Sarkozy | UMP   |

#### Ministres
| Image                      | Fonction                                                                                               |  | Nom                        | Parti   |
| -------------------------- | --- |  | -------------------------- | ------- |
| Michèle Alliot-Marie       | Ministre de la Défense                                                                                 |  | Michèle Alliot-Marie       | UMP     |
| Philippe Douste-Blazy      | Ministre des Affaires étrangères                                                                       |  | Philippe Douste-Blazy      | UMP     |
| Jean-Louis Borloo          | Ministre de l'Emploi, de la Cohésion sociale et du Logement                                            |  | Jean-Louis Borloo          | UMP-PRV |
| Thierry Breton             | Ministre de l'Économie, des Finances et de l'Industrie                                                 |  | Thierry Breton             | UMP     |
| Gilles de Robien           | Ministre de l'Éducation nationale, de l'Enseignement supérieur et de la Recherche                      |  | Gilles de Robien           | UDF     |
| Pascal Clément             | Garde des Sceaux, ministre de la Justice                                                               |  | Pascal Clément             | UMP     |
| Dominique Perben           | Ministre des Transports, de l'Équipement, du Tourisme et de la Mer                                     |  | Dominique Perben           | UMP     |
| Xavier Bertrand            | Ministre de la Santé et des Solidarités                                                                |  | Xavier Bertrand            | UMP     |
| Dominique Bussereau        | Ministre de l'Agriculture et de la Pêche                                                               |  | Dominique Bussereau        | UMP     |
| Christian Jacob            | Ministre de la Fonction publique                                                                       |  | Christian Jacob            | UMP     |
| Renaud Donnedieu de Vabres | Ministre de la Culture et de la Communication                                                          |  | Renaud Donnedieu de Vabres | UMP     |
|                            | Ministre de l'Écologie et du Développement durable                                                     |  | Nelly Olin                 | UMP     |
| François Baroin            | Ministre de l'Outre-Mer                                                                                |  | François Baroin            | UMP     |
|                            | Ministre des Petites et moyennes Entreprises, du Commerce, de l'Artisanat et des Professions libérales |  | Renaud Dutreil             | UMP-PRV |
| Jean-François Lamour       | Ministre de la Jeunesse, des Sports et de la Vie associative                                           |  | Jean-François Lamour       | UMP     |

#### Ministre délégués
| Image | Fonction                                                                                                | Ministre de rattachement                                                          |  | Nom                | Parti   |
| ----- | --- | --------------------------------------------------------------------------------- |  | ------------------ | ------- |
|       | Ministre chargé des Relations avec le Parlement                                                         | Premier ministre                                                                  |  | Henri Cuq          | UMP     |
|       | Ministre chargé de la Promotion de l’égalité des chances                                                | Premier ministre                                                                  |  | Azouz Begag        | SE      |
|       | Ministre chargé du Budget et de la Réforme de l'État, porte-parole du gouvernement                      | Ministre de l'Économie et des Finances                                            |  | Jean-François Copé | UMP     |
|       | Ministre chargé de l'Emploi, du Travail et de l'Insertion professionnelle des jeunes                    | Ministre de l'Emploi, de la Cohésion sociale et du Logement                       |  | Gérard Larcher     | UMP     |
|       | Ministre chargée de la Cohésion sociale et de la Parité                                                 | Ministre de l'Emploi, de la Cohésion sociale et du Logement                       |  | Catherine Vautrin  | UMP     |
|       | Ministre chargée de la Coopération, du Développement et de la Francophonie                              | Ministre des Affaires étrangères                                                  |  | Brigitte Girardin  | UMP     |
|       | Ministre chargé des Collectivités territoriales                                                         | Ministre de l'Intérieur et de l'Aménagement du territoire                         |  | Brice Hortefeux    | UMP     |
|       | Ministre chargée des Affaires européennes                                                               | Ministre des Affaires étrangères                                                  |  | Catherine Colonna  | DVD     |
|       | Ministre chargé de l'Enseignement supérieur et de la Recherche                                          | Ministre de l'Éducation nationale, de l'Enseignement supérieur et de la Recherche |  | François Goulard   | UMP     |
|       | Ministre chargé du Tourisme                                                                             | Ministre de l'Équipement, des Transports, du Tourisme et de la Mer                |  | Léon Bertrand      | UMP     |
|       | Ministre chargé de la Sécurité sociale, des Personnes âgées, des Personnes handicapées et de la Famille | Ministre de la Santé et des Solidarités                                           |  | Philippe Bas       | UMP     |
|       | Ministre chargé de l'Industrie                                                                          | Ministre de l'Économie et des Finances                                            |  | François Loos      | UMP-PRV |
|       | Ministre chargée du Commerce extérieur                                                                  | Ministre de l'Économie et des Finances                                            |  | Christine Lagarde  | DVD     |
|       | Ministre chargé des Anciens combattants                                                                 | Ministre de la Défense                                                            |  | Hamlaoui Mékachéra | UMP     |
|       | Ministre chargé de l'Aménagement du territoire                                                          | Ministre de l'Intérieur et de l'Aménagement du territoire                         |  | Christian Estrosi  | UMP     |

### Par ordre fonctionnel
- Premier ministre : Dominique de Villepin
  - Ministre délégué aux Relations avec le Parlement (auprès du Premier ministre) : Henri Cuq
  - Ministre délégué à la Promotion de l'égalité des chances : Azouz Begag
- Ministre d'État, de l'Intérieur et de l'Aménagement du territoire : Nicolas Sarkozy
  - Ministre délégué aux Collectivités territoriales : Brice Hortefeux
  - Ministre délégué à l'aménagement du territoire : Christian Estrosi
- Ministre de la Défense : Michèle Alliot-Marie
  - Ministre délégué aux Anciens combattants : Hamlaoui Mékachéra
- Ministre des Affaires étrangères : Philippe Douste-Blazy
  - Ministre déléguée aux Affaires européennes : Catherine Colonna
  - Ministre déléguée à la Coopération, au Développement et à la Francophonie : Brigitte Girardin
- Ministre de l'Emploi, de la Cohésion sociale et du Logement: Jean-Louis Borloo
  - Ministre délégué à l'Emploi, au Travail et à l'insertion professionnelles des jeunes : Gérard Larcher
  - Ministre déléguée à la Cohésion sociale et à la parité : Catherine Vautrin
- Ministre de l'Économie, des Finances et de l'Industrie :  Thierry Breton
  - Ministre délégué au Budget et à la Réforme de l'État, porte-parole du gouvernement : Jean-François Copé
  - Ministre délégué à l'Industrie : François Loos
  - Ministre déléguée au Commerce extérieur : Christine Lagarde
- Ministre de l'Éducation nationale, de l'Enseignement supérieur et de la Recherche : Gilles de Robien
  - Ministre délégué à l'Enseignement supérieur et à la Recherche : François Goulard
- Garde des Sceaux, ministre de la Justice : Pascal Clément
- Ministre de l'Équipement, des Transports, du Tourisme et de la Mer : Dominique Perben
  - Ministre délégué au Tourisme : Léon Bertrand
- Ministre de la Santé et des Solidarités : Xavier Bertrand
  - Ministre délégué à la Sécurité sociale, aux personnes âgées, aux personnes handicapées et à la famille : Philippe Bas
- Ministre de l'Agriculture et de la Pêche : Dominique Bussereau
- Ministre de la Fonction publique : Christian Jacob
- Ministre de la Culture et de la Communication : Renaud Donnedieu de Vabres
- Ministre de l'Écologie et du Développement durable : Nelly Olin
- Ministre de l'Outre-mer : François Baroin
- Ministre des PME, du Commerce, de l'Artisanat et des Professions libérales : Renaud Dutreil
- Ministre de la Jeunesse, des Sports et de la Vie associative : Jean-François Lamour

## Répartition partisane
| Parti                      | Parti                              | Premier ministre | Ministre d'État | Ministres | Ministres délégués | Total |  |
| -------------------------- | ---------------------------------- | ---------------- | --------------- | --------- | ------------------ | ----- |  |
| Répartition le 2 juin 2005 | Répartition le 2 juin 2005         | 1                | 1               | 15        | 15                 | 32    |  |
|                            | Union pour un mouvement populaire  | 1                | 1               | 12        | 11                 | 25    |  |
|                            | UMP - Parti radical valoisien      |                  |                 | 2         | 1                  | 3     |  |
|                            | Union pour la démocratie française |                  | 1               |           | 1                  |       |  |
|                            | Divers droite                      |                  |                 | 2         | 2                  |       |  |
|                            | Sans étiquette                     |                  |                 | 1         | 1                  |       |  |
|                            |                                    |                  |                 |           |                    |       |  |
| Répartition le 17 mai 2007 | Répartition le 17 mai 2007         | 1                | 0               | 15        | 14                 | 29    |  |
|                            | Union pour un mouvement populaire  | 1                |                 | 12        | 10                 | 23    |  |
|                            | UMP - Parti radical valoisien      |                  |                 | 2         | 1                  | 3     |  |
|                            | Union pour la démocratie française |                  | 1               |           | 1                  |       |  |
|                            | Divers droite                      |                  |                 | 2         | 2                  |       |  |

## Déclaration de politique générale

### Assemblée nationale
Le 8 juin 2005, lors de sa déclaration de politique générale le Premier ministre obtient la confiance de l'Assemblée nationale par 363 voix pour, 178 contre et 4 abstentions.
| Position   | Groupe | Groupe | Groupe | Groupe | Non-inscrits | Total |
| Position   | COM    | SOC    | UDF    | UMP    | Non-inscrits | Total |
| ---------- | ------ | ------ | ------ | ------ | ------------ | ----- |
| Position   |        |        |        |        | Non-inscrits | Total |
| POUR       | 0      | 0      | 9      | 354    | 0            | 363   |
| CONTRE     | 22     | 148    | 0      | 0      | 8            | 178   |
| ABSTENTION | 0      | 0      | 0      | 0      | 4            | 4     |
| NON-VOTANT | 0      | 1      | 22     | 9      | 0            | 32    |

### Sénat
Le 9 juin 2005, le Premier ministre obtient la confiance du Sénat par 173 voix pour, 126 contre et 1 abstention.
| Position   | Groupe | Groupe | Groupe | Groupe | Groupe | RASNAG | Total |
| Position   | CRC    | SOC    | RDSE   | UC     | UMP    | RASNAG | Total |
| ---------- | ------ | ------ | ------ | ------ | ------ | ------ | ----- |
| Position   |        |        |        |        |        | RASNAG | Total |
| POUR       | 0      | 0      | 8      | 7      | 153    | 5      | 173   |
| CONTRE     | 23     | 97     | 6      | 0      | 0      | 0      | 126   |
| ABSTENTION | 0      | 0      | 1      | 0      | 0      | 0      | 1     |
| NON-VOTANT | 0      | 0      | 0      | 26     | 2      | 2      | 30    |

## Motions de censure
Trois motions de censures ont été déposées et votées. Les trois ont été rejetées.
| Position          | Groupe | Groupe | Groupe | Groupe | Non-inscrits | Total |
| Position          | CR     | SOC    | UDF    | UMP    | Non-inscrits | Total |
| ----------------- | ------ | ------ | ------ | ------ | ------------ | ----- |
| Position          |        |        |        |        | Non-inscrits | Total |
| POUR (05/07/2005) | 22     | 146    | 0      | 0      | 6            | 174   |
| POUR (21/02/2006) | 22     | 150    | 0      | 0      | 6            | 178   |
| POUR (16/05/2006) | 22     | 150    | 11     | 0      | 7            | 190   |

## Remaniements

### Remaniement du 26 mars 2007
Le 26 mars 2007, le président Jacques Chirac procède, en compagnie du Premier ministre Dominique de Villepin à un remaniement ministériel, en raison des départs de Nicolas Sarkozy, ministre de l'Intérieur et candidat à l'élection présidentielle du mois de mai suivant, et de Xavier Bertrand, ministre de la Santé et porte-parole du candidat Sarkozy :
- Numéro deux du gouvernement : Michèle Alliot-Marie (UMP)
- Ministre de l'Intérieur et de l'Aménagement du territoire : François Baroin (UMP), numéro 4 du gouvernement, en remplacement de Nicolas Sarkozy.
- Ministre de la Santé, des Solidarités, de la Sécurité sociale, des Personnes âgées, des Personnes handicapées et de la Famille : Philippe Bas (UMP), en remplacement de Xavier Bertrand (ancien ministre de la Santé)
- Ministre de l'Outre-Mer : Hervé Mariton (UMP), en remplacement de François Baroin[7].

### Ajustement du 5 avril 2007
Le 5 avril 2007, Azouz Begag, ministre délégué à la Promotion de l'égalité des chances auprès du Premier ministre, a remis sa démission au Premier ministre « pour reprendre [sa] liberté de parole » et soutenir pleinement le candidat de l'UDF, François Bayrou.
Azouz Begag n'est pas remplacé dans ses fonctions.

## Principales actions

### Crise sociale et emploi
Le gouvernement Dominique de Villepin est mis en place dans un contexte difficile, après le désaveu du référendum de 2005, et l'impopularité du gouvernement Raffarin.
Il s'engage dans la réduction du chômage et à la réduction des accidents routiers. Les mesures mises en place pour réduire le chômage de catégorie 1 comprennent le contrat nouvelle embauche (CNE), qui suscite un large mouvement d'opposition, et une augmentation des radiations administratives (par l'ANPE).
En 2005, le gouvernement Dominique de Villepin déclare l'état d'urgence à la suite des émeutes de banlieue en réaction à la mort de deux adolescents. En décembre, il fait voter la loi sur la récidive des infractions pénales, qui étend le périmètre d'action du FNAEG (fichier de données génétiques) ainsi que du Fichier judiciaire automatisé des auteurs d'infractions sexuelles (FIJAIS), rebaptisé FIJAISV et étendu à d'autres catégories de crimes. Cette loi est rapidement suivie d'une seconde, la loi du 5 mars 2007 sur la prévention de la délinquance.
Le ministre de l'Intérieur, Sarkozy, et le garde des Sceaux, Pascal Clément, signent la circulaire du 21 février 2006 sur les conditions d'interpellation d'un étranger en situation irrégulière, suscitant de vives critiques de la part des associations d'aide aux étrangers en situation irrégulière, qui parlent de « rafles ». 
Face au chômage perdurant des jeunes, Dominique de Villepin tente d'imposer le Contrat première embauche (CPE), destiné aux jeunes de moins de 26 ans. Le CPE est instauré par la loi « pour l'égalité des chances », votée à l'Assemblée Nationale et promulguée le 30 mars 2006. Elle prévoit notamment le licenciement sans nécessité d'exprimer le motif pendant une période d'essai de deux ans. Ce texte étant peu consensuel, il fait l'objet de la procédure d'urgence prévue par l'article 49-3 de la Constitution afin de clore les discussions parlementaires. Cela entraîne un fort mécontentement de la part des étudiants et lycéens, rejoints par les organisations syndicales étudiantes et salariées. Un important conflit social s'engage alors, jusqu'à entraîner le blocage de nombreux lycées et universités ainsi que de nombreuses manifestations (parfois violentes) dans tout le pays (plus d'un million de manifestant). Face à cette situation tendue et à la suite d'une allocution télévisée du président de la République le 7 avril 2006, le Premier ministre annonce le 10 avril 2006 la suppression de l'article 8 de la loi « pour l'égalité des chances » et son remplacement par des mesures en faveur des jeunes les plus défavorisés.
Toutefois, la majorité des autres articles de la « loi pour l'égalité des chances » entrent en vigueur, permettant l'apprentissage en alternance à partir de 14 ans, la création d'une Agence nationale pour la cohésion sociale et l'égalité des chances (ACSÉ), et mettant en place un service civil volontaire, entre autres dispositions (parfois contestées, telles l'apprentissage).

### Mesures économiques et fiscales
Le gouvernement annonce devoir faire face à une dette de plus de 1 000 milliards d'euros [réf. nécessaire], et crée par la suite de nouveaux impôts : taxe pour les personnes habitant dans des caravanes, nouvelle taxe d'aéroport, taxe sur les achats d'actions, les plans d'épargne logement et les livrets d'épargne populaire. La date de paiement de la redevance audiovisuelle est également avancée. En parallèle, les taux de certains impôts sont baissés, notamment dans le cas de l'impôt sur le revenu.
Sur le plan industriel, Dominique de Villepin parle de « patriotisme économique » pour définir sa politique économique, visant à défendre les grands groupes français. Le discours protectionniste, manifesté à l'occasion de rumeurs d'OPA sur Danone, fait toutefois place à une action libérale teintée d'interventionnisme, en particulier lorsque le Premier ministre annonce un projet de fusion entre GDF et Suez pour contrer l'offre de l'italien Enel sur Suez. Le droit d'auteur est quant à lui réformé avec la loi DADVSI.
En décembre 2006, le gouvernement annonce la mise en place d'une réforme fiscale, comprenant notamment l'« impôt retenu à la source » pour les travailleurs salariés, alors prévu pour l'horizon 2009.

### Mesures environnementales
En octobre 2006, le Premier ministre annonce une série de mesures en faveur des économies d'énergie, du carburant éthanol et du moteur hybride ainsi que la création d'un nouvel espace protégé, la réserve naturelle nationale des Terres australes françaises, et la mise en chantier de deux autres, le parc amazonien de Guyane et le parc national de La Réunion, qui aboutiront en 2007.

## Démission

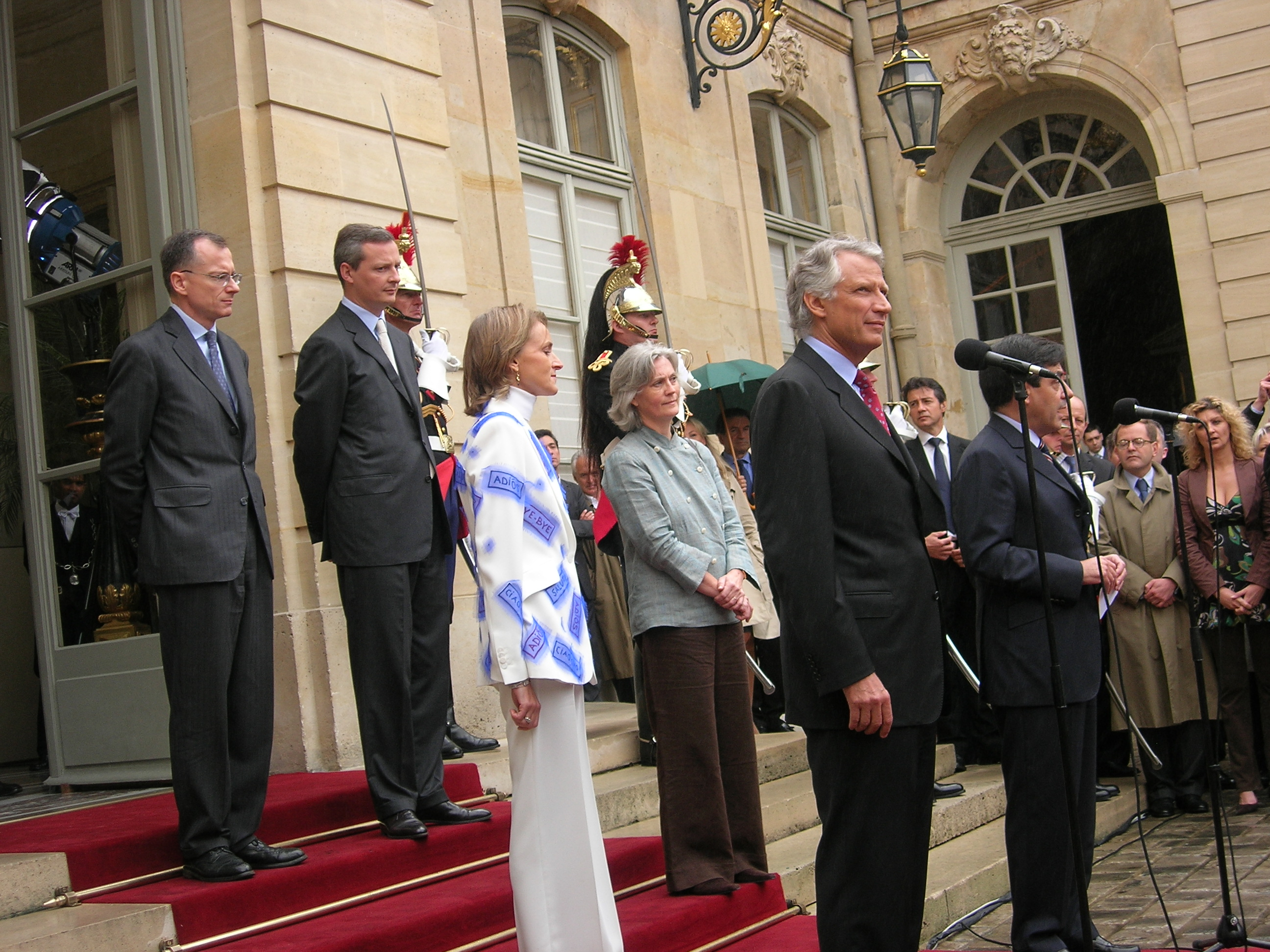
Passation de pouvoir de Dominique de Villepin à François Fillon le 17 mai 2007.

L’élection présidentielle se tient les 22 avril et 6 mai, Nicolas Sarkozy l’emporte.
Le 15 mai, il est mis fin, sur la présentation de la démission du Gouvernement, aux fonctions de Dominique de Villepin, Premier ministre, et des autres membres du Gouvernement. Jacques Chirac lui demande d'expédier les affaires courantes jusqu'à la nomination prochaine, par le président Sarkozy, de son successeur. Le mandat du Premier ministre a duré 714 jours.
Le 16 mai se tient l’investiture du président Nicolas Sarkozy. Le 17 mai, François Fillon est nommé Premier ministre, et le 18 mai, son gouvernement est nommé.